# Parasolgras
Het parasolgras (Cyperus giganteus) (Sranan: prasoro-grasi) is een nauwe verwant van het papyrusriet.
Parasolgras is een blijvende plant van tropische vochtige wouden die vaak uitgebreide dichte kolonies in moerassen vormt, zoals bij de kust van Panama. De plant kan gebruikt worden voor waterzuiveringsdoeleinden en levert een nuttige vezel die tot doorschijnend papier verwerkt kan worden. De plant kan tot ongeveer 3 meter lang worden. De halm is bladloos, maar aan de top bevindt zich een parasol van 50 tot 100 sierlijk neerhangende haarachtige pluimen.
Het verspreidingsgebied ligt in Zuid- en Centraal-Amerika en het Caribisch gebied: van Argentinië, Uruguay, Brazilië, de Guiana's, Venezuela, Bolivia, Peru, Ecuador, Colombia, Panama tot Mexico. Het riet komt veel in Peruvia in Suriname voor.

## Vegetatietype
Samen met de kleine lisdodde Typha angustifolia vormt parasolgras een van de drie voornaamste moerasvegetatietypen van Suriname. Het is een dichte vegetatie met parasolgras waarin een verscheidenheid van ander planten voortkomt zoals Jussieua nervosa Poir., Cyperus digitatus Roxb. en Ipomoea subrevoluta Choisy. Dit type vegetatie komt in Peruvia voor maar ook in de zwamp bij Waterloo in Nickerie tussen de gelijknamige rivier en de Nanny kreek.
... 
C. alternifolius (Parapluplant) · 
C. articulatus (Ronde bies) · 
C. eragrostis (Bleek cypergras) · 
C. esculentus (Knolcyperus) · 
C. flavescens (Geel cypergras) · 
C. fuscus (Bruin cypergras) · 
C. giganteus (Parasolgras) · 
C. haspan (Dwergpapyrus) · 
C. longus (Rood cypergras) · 
C. papyrus (Papyrusriet)
...